# 1968 en escrime
Cet article présente les faits marquants de l'année 1968 en escrime.

## Évènements

### Jeux olympiques et paralympiques
- Escrime aux Jeux olympiques d'été de 1968
- Escrime aux Jeux paralympiques d'été de 1968